# Массиа-и-Пратс, Жоан
Жоан Массиа-и-Пратс (кат. Joan Massià i Prats; 22 февраля 1890 года, Барселона — 11 июня 1969 года) — каталонский скрипач и композитор.
Окончил Брюссельскую консерваторию (1906) у Альфреда Маршо. Гастролировал в Бельгии, Франции, Люксембурге, Швейцарии, а также у себя на родине. С 1911 г. сотрудничал с хором «Каталанский Орфей», в том числе в проведении в Барселоне Баховского фестиваля. В 1918 г. организовал струнный квартет, в котором играл также Гаспар Кассадо. Выступал в дуэте с пианистом Рикардо Виньесом, вместе с пианисткой Бланкой Сельва провёл в 1926—1927 гг. серию из 17 концертов, посвящённых столетию смерти Бетховена. На протяжении многих лет преподавал в Барселоне, воспитав многих заметных каталонских скрипачей.